# Алёшево (Ивановская область)
Алёшево — деревня в Шуйском районе Ивановской области. Входит в состав Остаповского сельского поселения.

## География
Находится в южной части Ивановской области на расстоянии приблизительно 2 км на юг-юго-восток по прямой от районного центра города Шуя.

## История
В 1859 году здесь (тогда деревня в составе Шуйского уезда Владимирской губернии) было учтено 22 двора.

## Население
Постоянное население составляло 153 человека (1859 год), 13 в 2002 году (русские 84 %), 20 в 2010.